# Vilija
Vilija ist ein litauischer weiblicher Vorname.

## Namensträgerinnen
- Vilija Aleknaitė-Abramikienė (* 1957), Pianistin und  Politikerin,  Mitglied des Seimas
- Vilija Birbalaitė (* 1966),  Langstreckenläuferin
- Vilija Blinkevičiūtė (* 1960), Juristin und Politikerin
- Vilija Filipovičienė (*  1959), Politikerin, Mitglied des Seimas
- Vilija Matačiūnaitė (* 1986), Popmusikerin
- Vilija Nausėdaitė (* 1979),  Wirtschaftsjuristin und Universitätslektorin
- Vilija Sereikaitė (* 1987),  Radrennfahrerin
- Vilija Targamadzė (* 1958), Politikerin und Pädagogin, Professorin, Seimas-Mitglied
- Vilija Vertelienė (* 1962), Politikerin, Mitglied des Seimas